# Bolesław Onufrowicz

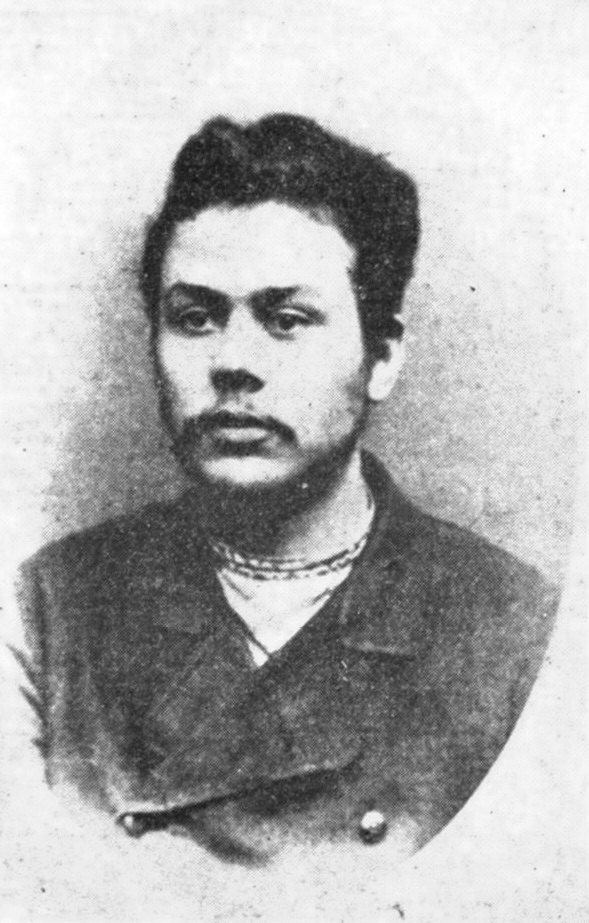
Bolesław Onufrowicz

Bolesław Onufrowicz (ps. „Boleś”, „Bolesław”, „Strapienie”, ros. Болеслав Ильич Онуфрович, ur. 1860, zm. 30 stycznia 1913 w Santiago) – polski rewolucjonista, działacz Narodnej Woli i I Proletariatu, zesłaniec. Jego siostrą była Maria Zofia Onufrowicz-Płoska, a braćmi Adam i Cezar.
Ukończył pięć klas szkoły realnej w Pińsku. Z wykształcenia był farmaceutą. W 1883 aresztowany w Rosji i oskarżony o współudział w zabójstwie Sudiejkina. W lipcu 1884 roku przesłuchiwany w Krakowie w związku z procesem siostry Marii Zofii. Aresztowany w Warszawie w sierpniu 1884 roku, został w 1885 roku zesłany na Syberię na 5 lat.
Napisał wspomnienia o pobycie na Syberii swoim i innych rewolucjonistów. Po powrocie z zesłania nadal czynny w rosyjskim ruchu socjalistycznym.
W 1906 roku razem z siostrą i jej mężem wyemigrował do Japonii, a stamtąd, już sam, do Chile. Zmarł 30 stycznia 1913 w Santiago.